# Alburnus hohenackeri
Alburnus hohenackeri е вид лъчеперка от семейство Шаранови (Cyprinidae). Видът е незастрашен от изчезване.

## Разпространение
Разпространен е в Азербайджан, Армения, Грузия, Иран и Русия.

## Описание
На дължина достигат до 15 cm.
Продължителността им на живот е около 3 години.